# 羅斯福 (新澤西州)
羅斯福（英語：Roosevelt）是位於美國新澤西州蒙茅斯縣的自治市鎮。

## 人口
根據2020年美國人口普查的數據，羅斯福的面積為5.05平方千米，當中陸地面積為5.02平方千米，而水域面積為0.02平方千米。當地共有人口808人，而人口密度為每平方千米160人。